# Brie de Meaux
Brie de Meaux är en vitmögelost gjord på opastöriserad komjölk. Osten mognar utifrån och in. Brie de Meaux är en av de mest kopierade av alla ostar. De flesta brieostar görs idag av pastöriserad mjölk, och är därför mindre smakrika. Brie de Meaux är skyddad av franska ursprungsmärkningen AOC.
Smaken är nötaktig, tryffel- och champinjonlik. Osten luktar lite "stallaktigt" när den är mogen. Ytan har en aning rostfärgad ton med distinkta fåror. Den bör avnjutas rumstempererad.
Osten har fått sitt namn av den historiska regionen Brie samt av kommunen Meaux.
Tillverkningen av Brie de Meaux är begränsad till departementen:
- Seine-et-Marne
- Loiret
- Meuse
- Aube
- Marne
- Haute-Marne
- Yonne